# Excitebike 64
Excitebike 64 – gra wyścigowa stworzona przez studio Left Field Productions, a wydana przez Nintendo w 2000 roku. Gracz wciela się w jednego z sześciu motocyklistów uczestniczących w wyścigach motocrossowych. Ma do dyspozycji kilka trybów rozgrywki takich jak np. próba czasowa czy wieloetapowe turnieje. Gra jest kontynuacją wydanego w 1984 roku na konsolę Nintendo Entertainment System Excitebike.

## Odbiór gry
Excitebike 64 spotkał się z pozytywnym przyjęciem wśród recenzentów, uzyskując według agregatora GameRankings średnią ocen wynoszącą 89,07% oraz 88/100 punktów według serwisu Metacritic.